# 충청감영
충청감영(忠淸監營)은 조선시대의 8개 도(道) 가운데 하나인 충청도의 행정, 사법을 담당하던 관찰사가 근무하던 곳이다. 현재의 도청(道廳) 소재지 및 도청 건물에 해당한다.

## 역사
1395년(태종 4년)에 처음 충청도가 성립되었으며, 초기에는 충주에 충청감영이 설치되었다. 임진왜란이 종료된 후인 1602년(선조 35년)에 감영이 공주로 이전되어 대한제국이 끝나는 시점까지 유지되었다. 다만, 공주 내에서 감영의 위치는 공산성(公山城) 내, 읍내 지역 등으로 여러 차례 변동이 있었으며, 1707년부터는 한 자리에 고정되었다.

## 감영 건물
공주에 있던 충청감영에는 대표적으로 다음과 같은 같은 건물이 있었다.
- 선화당(宣化堂) : 종2품 관찰사의 업무 공간
- 관풍루(觀風樓) : 감영 내 누각 (휴식 공간)
- 내아(內衙) : 관찰사 가족의 생활 공간
- 호적고(戶籍庫) : 충청도 백성의 호적 보관 공간
- 영리청(營吏廳) : 감영에서 일하는 아전의 업무 공간
- 포정문(布政門) : 감영 정문

### 감영 인근 시설
- 객사(客舍) : 각종 의례를 행하거나 감영을 방문한 관원의 숙박 용도로 사용되던 건물 (감영 동북동쪽 소재)
- 아영(亞營) : 종5품 도사(都事)의 관아 (감영 동쪽 소재)
- 공주목(公州牧) : 공주 지역을 다스리는 3품 공주목사의 관아 (감영 동남동쪽 소재)

### 감영 건물 활용
1895년에 23부제가 시행되자 공주부 관찰부로 개편되고 1896년에 13도제가 시행되자 충청남도의 최고 관청으로 활용되었으며, 1910년 경술국치로 일제강점기가 시작되자 기존의 행정 기능을 계승하여 충청남도 도청으로 계속 사용되었다. 1932년에 도청이 대전으로 이전되자 충청감영 터는 1938년에 공주관립여자사범학교 학교 부지가 되었고, 선화당 건물은 다른 곳으로 이전되어 국립공주박물관의 전신인 조선총독부 박물관 공주분관 건물로 활용되었는데, 이 과정에서 건물 일부에 변형이 있었다.

## 같이 보기
- 감영
- 선화당
- 포정문